# Laluque
Laluque est une commune française située dans le département des Landes en région Nouvelle-Aquitaine.

## Géographie

### Localisation
Commune située dans les Landes de Gascogne, elle fait partie du pays landais de l'Aguais ( ou Landes de Dax). Elle fait partie du canton du pays Tarusate depuis 1997.

### Communes limitrophes
Les communes limitrophes sont  Boos, Bégaar, Gourbera, Lesgor, Pontonx-sur-l'Adour, Rion-des-Landes, Saint-Vincent-de-Paul et Taller.
|                                                      | Rion-des-Landes     |                             |
| Taller                                               | Laluque             | Lesgor                      |
| Gourbera, Saint-Vincent-de-Paul (par un quadripoint) | Pontonx-sur-l'Adour | Bégaar (par un quadripoint) |

### Climat
Pour des articles plus généraux, voir Climat de la Nouvelle-Aquitaine et Climat des Landes.
Historiquement, la commune est exposée à un climat océanique aquitain.
En 2020, Météo-France publie une typologie des climats de la France métropolitaine dans laquelle la commune est exposée à un climat océanique et est dans une zone de transition entre les régions climatiques « Littoral charentais et aquitain » et « Aquitaine, Gascogne ».
Pour la période 1971-2000, la température annuelle moyenne est de 13,2 °C, avec une amplitude thermique annuelle de 13,7 °C. Le cumul annuel moyen de précipitations est de 1 230 mm, avec 12,8 jours de précipitations en janvier et 7,9 jours en juillet. Pour la période 1991-2020, la température moyenne annuelle observée sur la station météorologique la plus proche, située sur la commune de Rion-des-Landes à 10 km à vol d'oiseau, est de 13,7 °C et le cumul annuel moyen de précipitations est de 1 182,9 mm,. Pour l'avenir, les paramètres climatiques de la commune estimés pour 2050 selon différents scénarios d'émission de gaz à effet de serre sont consultables sur un site dédié publié par Météo-France en novembre 2022.

## Urbanisme

### Typologie
Au 1er janvier 2024, Laluque est catégorisée bourg rural, selon la nouvelle grille communale de densité à sept niveaux définie par l'Insee en 2022.
Elle est située hors unité urbaine. Par ailleurs la commune fait partie de l'aire d'attraction de Dax, dont elle est une commune de la couronne,. Cette aire, qui regroupe 60 communes, est catégorisée dans les aires de 50 000 à moins de 200 000 habitants,.

### Occupation des sols

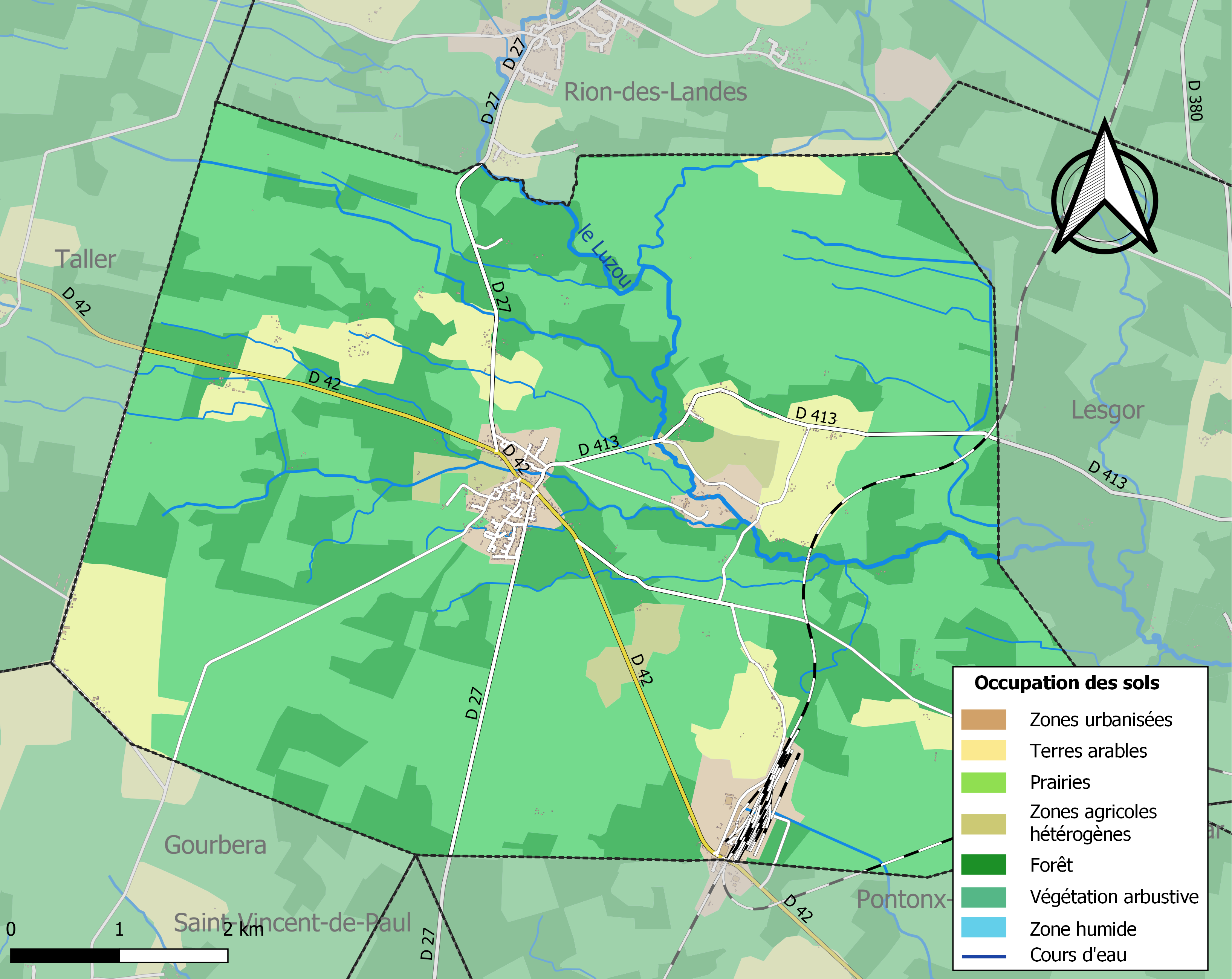
Carte des infrastructures et de l'occupation des sols de la commune en 2018 (CLC).

L'occupation des sols de la commune, telle qu'elle ressort de la base de données européenne d’occupation biophysique des sols Corine Land Cover (CLC), est marquée par l'importance des forêts et milieux semi-naturels (85 % en 2018), en diminution par rapport à 1990 (88,2 %). La répartition détaillée en 2018 est la suivante : milieux à végétation arbustive et/ou herbacée (58,7 %), forêts (26,3 %), terres arables (9,7 %), zones urbanisées (2 %), zones agricoles hétérogènes (1,9 %), zones industrielles ou commerciales et réseaux de communication (1,4 %). L'évolution de l’occupation des sols de la commune et de ses infrastructures peut être observée sur les différentes représentations cartographiques du territoire : la carte de Cassini (XVIIIe siècle), la carte d'état-major (1820-1866) et les cartes ou photos aériennes de l'IGN pour la période actuelle (1950 à aujourd'hui).

### Voies de communication et transports

#### Voies
| 78 odonymes recensés à Laluque au 11 janvier 2014 | 78 odonymes recensés à Laluque au 11 janvier 2014 | 78 odonymes recensés à Laluque au 11 janvier 2014 | 78 odonymes recensés à Laluque au 11 janvier 2014 | 78 odonymes recensés à Laluque au 11 janvier 2014 | 78 odonymes recensés à Laluque au 11 janvier 2014 | 78 odonymes recensés à Laluque au 11 janvier 2014 | 78 odonymes recensés à Laluque au 11 janvier 2014 | 78 odonymes recensés à Laluque au 11 janvier 2014 | 78 odonymes recensés à Laluque au 11 janvier 2014 | 78 odonymes recensés à Laluque au 11 janvier 2014 | 78 odonymes recensés à Laluque au 11 janvier 2014 | 78 odonymes recensés à Laluque au 11 janvier 2014 | 78 odonymes recensés à Laluque au 11 janvier 2014 | 78 odonymes recensés à Laluque au 11 janvier 2014 | 78 odonymes recensés à Laluque au 11 janvier 2014 |
| Allée                                             | Avenue                                            | Bld                                               | Chemin                                            | Cité                                              | Impasse                                           | Parvis                                            | Place                                             | Quai                                              | Rd-point                                          | Route                                             | Rue                                               | Square                                            | Villa                                             | Autres                                            | Total                                             |
| ------------------------------------------------- | ------------------------------------------------- | ------------------------------------------------- | ------------------------------------------------- | ------------------------------------------------- | ------------------------------------------------- | ------------------------------------------------- | ------------------------------------------------- | ------------------------------------------------- | ------------------------------------------------- | ------------------------------------------------- | ------------------------------------------------- | ------------------------------------------------- | ------------------------------------------------- | ------------------------------------------------- | ------------------------------------------------- |
| 1                                                 | 3                                                 | 0                                                 | 33                                                | 0                                                 | 12                                                | 0                                                 | 3                                                 | 0                                                 | 0                                                 | 13                                                | 9                                                 | 0                                                 | 0                                                 | 4                                                 | 78                                                |
| Notes « N »                                       | Notes « N »                                       | 1. 2. 3. 4. 5.                                    | 1. 2. 3. 4. 5.                                    | 1. 2. 3. 4. 5.                                    | 1. 2. 3. 4. 5.                                    | 1. 2. 3. 4. 5.                                    | 1. 2. 3. 4. 5.                                    | 1. 2. 3. 4. 5.                                    | 1. 2. 3. 4. 5.                                    | 1. 2. 3. 4. 5.                                    | 1. 2. 3. 4. 5.                                    | 1. 2. 3. 4. 5.                                    | 1. 2. 3. 4. 5.                                    | 1. 2. 3. 4. 5.                                    | 1. 2. 3. 4. 5.                                    |
| Sources : rue-ville.info & OpenStreetMap          |                                                   |                                                   |                                                   |                                                   |                                                   |                                                   |                                                   |                                                   |                                                   |                                                   |                                                   |                                                   |                                                   |                                                   |                                                   |

### Risques majeurs
Le territoire de la commune de Laluque est vulnérable à différents aléas naturels : météorologiques (tempête, orage, neige, grand froid, canicule ou sécheresse), feux de forêts, mouvements de terrains et séisme (sismicité faible). Il est également exposé à deux risques technologiques, le transport de matières dangereuses et le risque industriel, et à un risque particulier : le risque de radon. Un site publié par le BRGM permet d'évaluer simplement et rapidement les risques d'un bien localisé soit par son adresse soit par le numéro de sa parcelle.

#### Risques naturels
Laluque est exposée au risque de feu de forêt. Depuis le 20 avril 2016, les départements de la Gironde, des Landes et de Lot-et-Garonne disposent d’un règlement interdépartemental de protection de la forêt contre les incendies. Ce règlement vise à mieux prévenir les incendies de forêt, à faciliter les interventions des services et à limiter les conséquences, que ce soit par le débroussaillement, la limitation de l’apport du feu ou la réglementation des activités en forêt. Il définit en particulier cinq niveaux de vigilance croissants auxquels sont associés différentes mesures,.
Les mouvements de terrains susceptibles de se produire sur la commune sont des tassements différentiels.

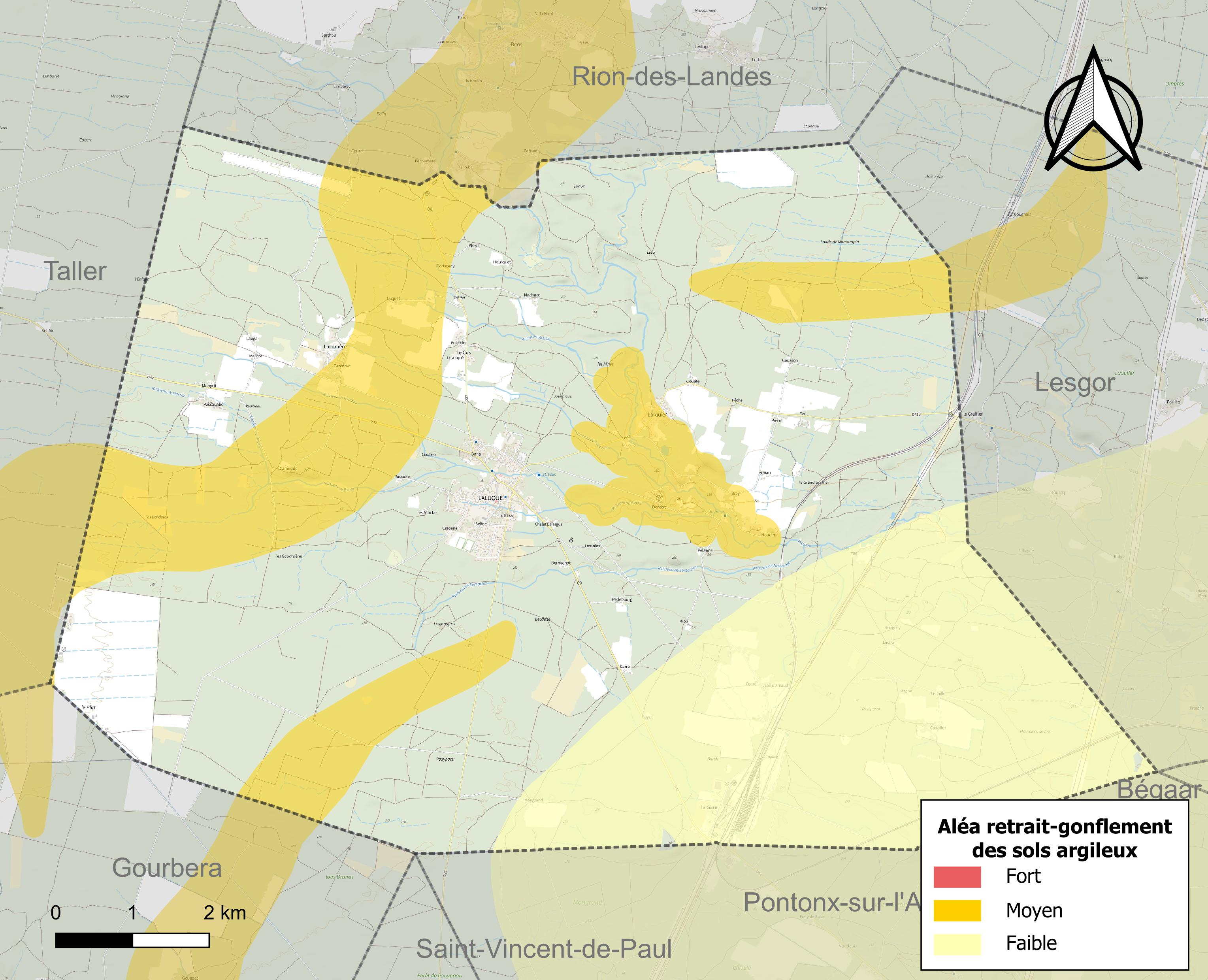
Carte des zones d'aléa retrait-gonflement des sols argileux de Laluque.

Le retrait-gonflement des sols argileux est susceptible d'engendrer des dommages importants aux bâtiments en cas d’alternance de périodes de sécheresse et de pluie. 19,9 % de la superficie communale est en aléa moyen ou fort (19,2 % au niveau départemental et 48,5 % au niveau national). Sur les 436 bâtiments dénombrés sur la commune en 2019, 43 sont en aléa moyen ou fort, soit 10 %, à comparer aux 17 % au niveau départemental et 54 % au niveau national. Une cartographie de l'exposition du territoire national au retrait gonflement des sols argileux est disponible sur le site du BRGM,.
La commune a été reconnue en état de catastrophe naturelle au titre des dommages causés par les inondations et coulées de boue survenues en 1999 et 2009 et par des mouvements de terrain en 1999

#### Risques technologiques
La commune est exposée au risque industriel du fait de la présence sur son territoire d'une entreprise soumise à la directive européenne SEVESO.
Le risque de transport de matières dangereuses sur la commune est lié à sa traversée par une ou des infrastructures routières ou ferroviaires importantes ou la présence d'une canalisation de transport d'hydrocarbures. Un accident se produisant sur de telles infrastructures est susceptible d’avoir des effets graves sur les biens, les personnes ou l'environnement, selon la nature du matériau transporté. Des dispositions d’urbanisme peuvent être préconisées en conséquence.

#### Risque particulier
Dans plusieurs parties du territoire national, le radon, accumulé dans certains logements ou autres locaux, peut constituer une source significative d’exposition de la population aux rayonnements ionisants. Selon la classification de 2018, la commune de Laluque est classée en zone 3, à savoir zone à potentiel radon significatif.

## Toponymie
Laluque, La Luca en gascon, vient du mot luca qui signifie guette « poste de guet, archère, arbalétrière dans un mur ».De plus, il y a le quartier de Larquier qui vient de arquèr en gascon qui se traduit par l'archer.
Le nom de la localité est attesté sous les formes : Sanctus Johannes de Luke au XIe – XIIe siècle, la Luca, en latin en 1242 et en 1253, Vitalis de Luca en latin en 1276, La Luke en 1280, Laluque (carte de 1638), La Luque (cartes de 1647 et de 1714), Laluque (cartes de 1733).

## Histoire

### Antiquité
Avant l'occupation romaine, Laluque était dans le territoire du peuple aquitain des Cocosates. Pendant la Pax Romana, ce peuple fut annexé avec celui des Tarbelles lors de la création de la Novempopulanie.
La présence des Romains à Laluque est attestée par la découverte en mai 1877, au lieu-dit le Cos dans la propriété de M. Cardenau, d'une urne enterrée contenant 180 pièces romaines datant du Ier siècle apr. J.-C.
Le village se trouvait à proximité de la voie romaine reliant Bordeaux à Dax, (Burdigala - Aquae Tarbelicae) itinéraire retranscrits dans le guide de voyage l'itinéraire d'Antonin.L'hypothèse de son tracé originel et qu'à partir de la station relais de Coequosa (Sindères), la voie partait en ligne droite sur Dax. Le tracé fut repris au début du Moyen Âge pour la création des limites des paroisses, ainsi selon les recherches archéologiques récente la voie romaine est la frontière entre les communes Rion et Lesperon, ensuite la frontière des communes Laluque et Taller et puis atteignait Gourbera,.

### Moyen Âge
Selon l'historien dacquois Dompnier de Sauviac, Laluque a été saccagé par le passage des Normands au IXe siècle.
Dès le Xe siècle, Laluque était une paroisse de la seigneurie de Pontonx, appartenant à la vicomté de Tartas. La vicomté faisait partie de la sénéchaussée de Dax qui était une subdivision du duché d'Aquitaine.
L'église Saint-Jean-Baptiste est construite en 1159, elle dépendait du diocèse de Dax et l'archiprêtré de Lanescq.
À la suite du mariage d'Alienor d'Aquitaine avec Henri Plantagenêt d'Angleterre en 1152, le territoire des Landes passe sous occupation Anglaise jusqu'à la fin de la guerre de cent ans en 1453.
Dans ce contexte Édouard Ier roi d'Angleterre reçoit la confirmation des coutumes de la paroisse de Laluque en 1255. Elie de Caupenne (1240-1337), Sénéchal du Périgord, Limousin et Quercy, baïle d'Auribat, reçoit la seigneurie de Pontonx.
En cette période de guerre, l'église fut incendiée selon le vicomte de Tartas Arnaud Raymond III (1270-1312) qui stipule dans son testament, daté de mars 1312 : « qu'il soit fait amende à l'église de Laluque, qui fut arse au temps de la guerre (...) ». Par la suite, l'église est reconstruite et massivement fortifiée avec un clocher donjon,.
La seigneurie de Pontonx est relève directement du roi Edouard II d'Angleterre en 1319 puis elle est cédée en 1340 par le roi Edouard III d'Angleterre au vicomte de Tartas Bernard Ezi d’Albret.

### Époque moderneXVe–XVIIIesiècle
Au tournant des XVe et XVIe siècles, après la fin de la guerre de Cent Ans, l'église est agrandie avec un collatéral au nord.
Le 9 septembre 1498 Raymond de Boyrie achète au vicomte de Tartas Alain d'Albret la seigneurie de Pontonx. Il devint seigneur de Poy ou Pouy, baron de Pontonx, de Rion et de Laluque, seigneur de Lesgor, Carcen, St Jean et St Pierre de Lier, Vic et Gousse, du bois de Beguin et des péages du Brassenx,.
La seigneurie de Laluque est séparée de la seigneurie de Pontonx et est élevée en baronnie. Ce nouveau statut permet l'installation d'une cour de justice dans une maison seigneuriale où été également tenus les actes notariaux. Selon des témoignages recueillis en 1887, cette bâtisse dite « la seigneuriale » se trouvait à 50 mètres du pont qui enjambe le ruisseau du bourg, pont qui s'appelle toujours aujourd'hui le pont du Juge.
François de Boyrie (dit de Poy) mourut en 1583 sans descendance, la baronnie est héritée par Gabriel du Sault (1591-1641) chevalier, baron de Laluque, seigneur de l'Espine et conseiller du roi. Le petit fils de celui-ci, Antoine du Sault (mort en 1709), chevalier, baron de Magescq, Laluque et Hinx, vendit tout ses biens afin de poursuivre ses expériences en chimie, pour tenter de faire la découverte de la pierre philosophale. La baronnie de Laluque revient dans les années 1690 à Jean de Reynier Chevalier, baron de La Ferrade, Capbreton et Laluque. La baronnie est ensuite héritée par Antoine de Neurrisse (1663-1726) Baron de Laluque, Seigneur de Poylohaut, Lieutenant général au sénéchal de Tartas. N'ayant pas eu d'enfant, la baronnie revient à son frère Bernard de Neurisse de Laluque (1696-1739) Baron de Laluque, Lieutenant général du Sénéchal de Tartas, puis au fils ainé de celui-ci Pierre François Salvat de Neurisse (1730-1798), conseiller du roy, lieutenant général commissaire enquêteur, examinateur au sénéchal de Tartas, Baron de Laluque. Il sera le dernier baron,,,,,.
Les péages sur les entrées des marchandises prirent fin sur le territoire de la barronnie le 29 mars 1740.

### Révolution Française
En 1792, les deux autels en marbre blanc que comptait l'église (maître-autel et autel de sainte Barbe) furent détruits.
La baronnie devient en 1793 la municipalité de Laluque faisant partie du canton de Tartas dans la juridiction du district de Tartas.
Pendant la terreur, le quotidien des Landais est ponctué par de nombreuses réquisitions, voici les plus importantes pour les Laluquois : le 10 mai 1793, la République réquisitionne les cloches des églises afin de les convertir en canons. L'église de Laluque perd ainsi ses cloches. Le 3 Prairial 1794 (le 22 mai), le district de Tartas réquisitionne sur le champ tout le charbon disponible dans ses communes afin d'assurer l'approvisionnement des forges de Pontenx les forges. Le 6 fructidor 1794 (le 24 aout) est requestionné 112 milliers de laine pour le service du port de Brest.

### Révolution industrielle (XIXe–XXesiècle)
En 1825, on compte à Laluque au quartier de Berdot trois tuileries (de Mancamps, de Gouadet et du Bas) et deux moulins à eau, un sur le ruisseau de Larquier (moulin de Boiloun) et un sur le ruisseau du bourg (moulin d'Assegne).
En 1854, la ligne de chemin de fer Bordeaux Dax est mise en service par la compagnie du Midi, avec un arrêt à la gare de Laluque construite en 1855. Le 27 octobre 1890 la Société des chemins de fer d'intérêt local du département des Landes met en service les lignes Laluque-Tartas et Laluque-Linxe, et le 15 octobre 1909 la Société des chemins de fer du Born et du Marensin ouvre la ligne Linxe-Saint-Girons-en-Marensin, permettant de relier Tartas à Saint-Girons via une ligne longue de 49 km. Elle traversait le nord de la commune en partant de la gare de Laluque-Midi (quartier de la gare), elle passait par l'actuelle piste DFCI n°301, puis le chemin de la petite gare où a été construit la gare Laluque-Boos (détruite en 2005, elle était situé sur le chemin de la petite gare à 60 mètres de la route D27), puis en longeant l'ancien transformateur EDF elle passait sur l'actuelle piste DFCI n°103 en direction de la gare de Taller,.

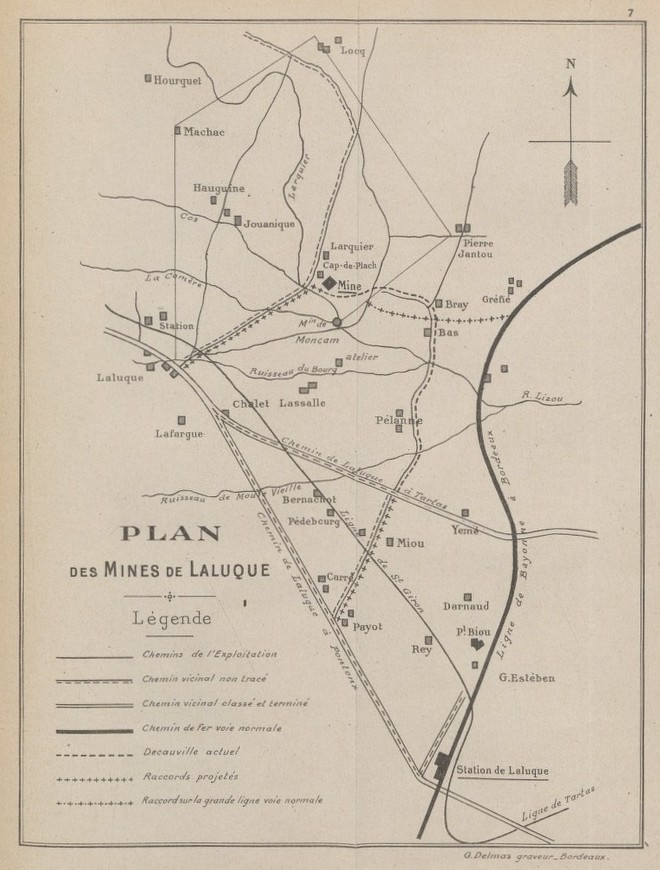
Plan des Mines de Laluque, 1917.

L'arrivée du trafic ferroviaire permit à l'activité industrielle de croitre dans la commune. Ainsi à partir de 1849 à 1904 on ressence sur la commune autour de cette ligne deux distilleries de résine, cinq tuileries, une poterie, une briqueterie, un four à chaux, un moulin à scie (scierie) et une usine d'allumette.
Cette croissance économique permit à la commune de réaliser plusieurs chantiers dont la construction du presbytère en 1855, le déplacement du cimetière en 1862, la construction de la mairie et des écoles en 1887 et d'entreprendre de grands travaux d'agrandissement de l'église Saint-Jean-Baptiste à partir de 1864 jusqu'en 1889. A cette époque Mr Cardenau industriel, propriétaire de l'usine d'allumette, construit au bourg le château Cardenau.
Une première concession minière pour l’exploitation de lignite est institué en 1859 au quartier de Larquier. Le minerai est extrait artisanalement et est utilisé localement comme combustible. Ce n’est qu’à partir de 1916 qu’une exploitation significative débute via la société des mines et produits agglomérés de Laluque. En 1924 l'usine de distillation de lignite voit le jour au lieu-dit des Mines. L'extraction souterraine à Larquier est abandonnée vers 1924 pour l'extraction à ciel ouvert avec la carrière du quartier de Berdot jusqu'en 1926 où elle est fermée et remplacée par la carrière aux Mines. En 1926 l’extraction du lignite est réalisée à l’aide de trois pelles à vapeur, elles remplissent des wagonnets qui acheminent le lignite à l'usine de distillation et puis le produit fini à la gare de Laluque-Midi. Les sites industriels et la gare sont reliée entre eux par des voies Decauville. La société utilisait 4 locomotives et 50 wagonnets. Cette industrie prend fin dans les années 1935-1940.

Mines de Laluque.
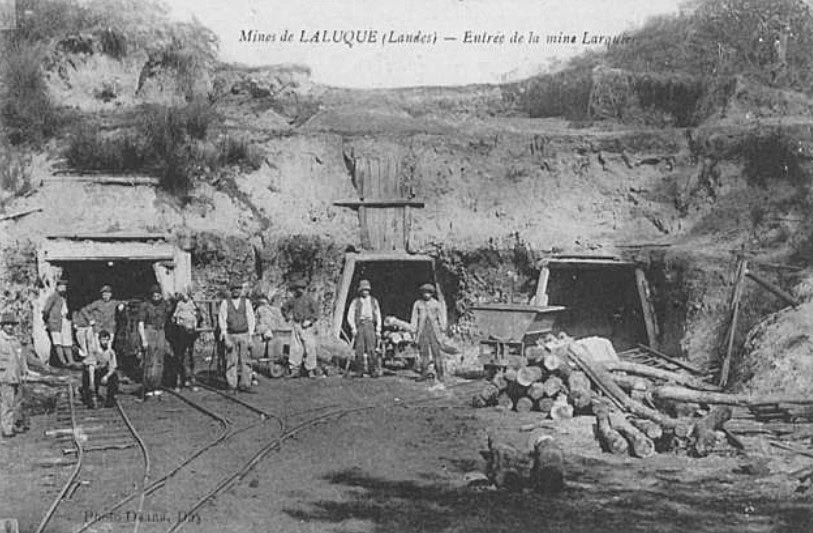
Entrée de la mine de Larquier.
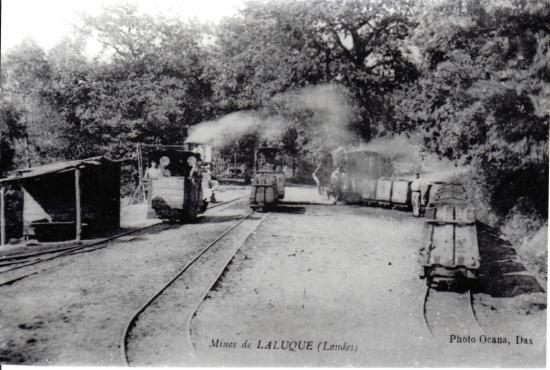
Les voies Decauville
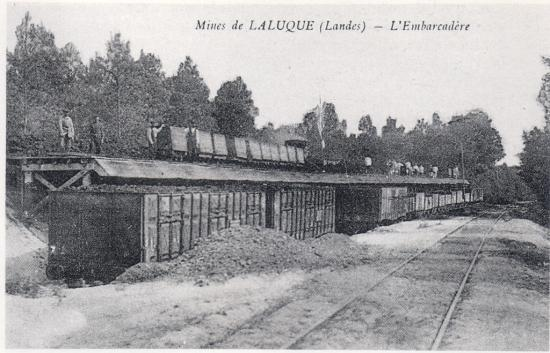
L'embarcadère.

L'usine de distillation du lignite.
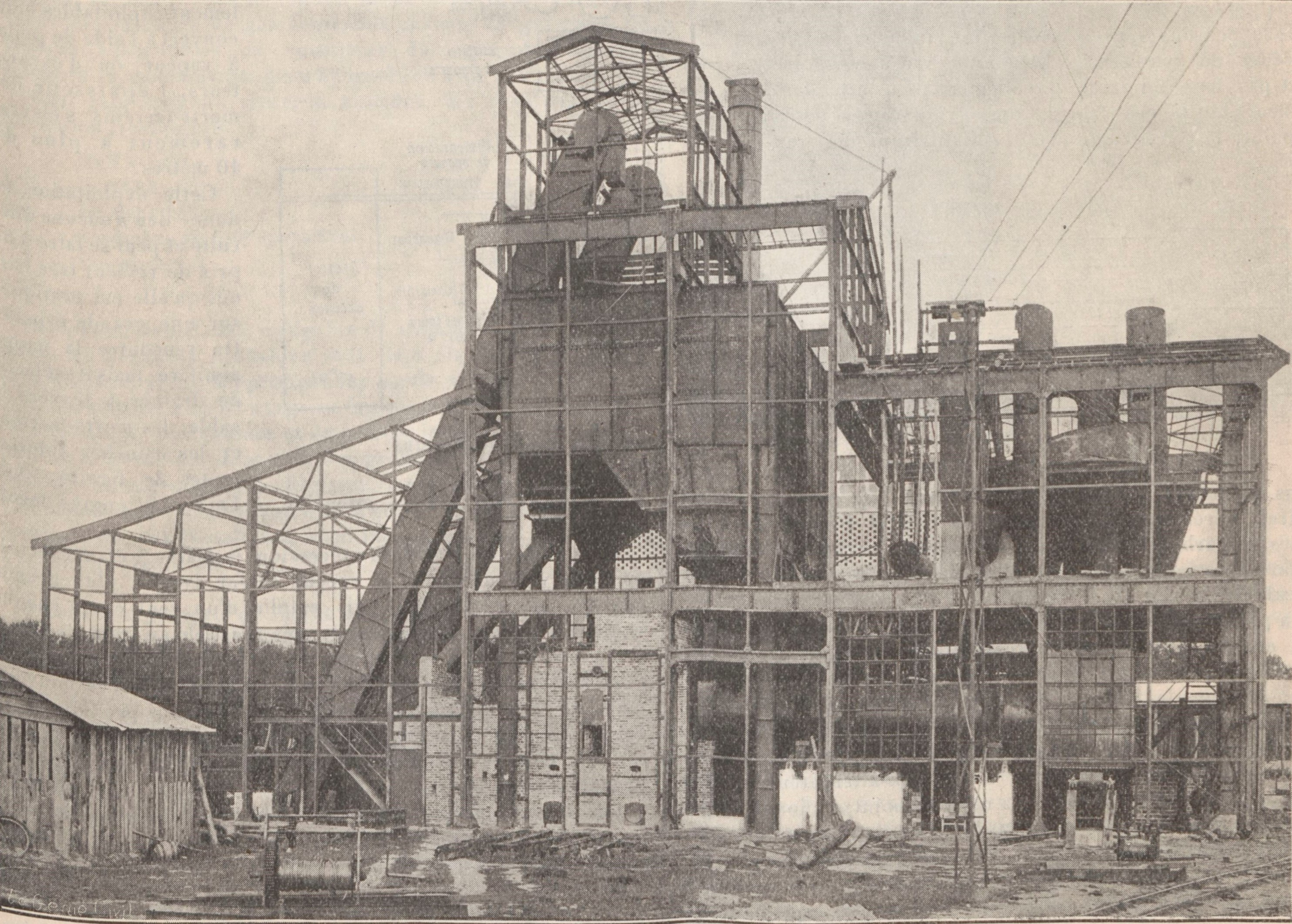
En construction.
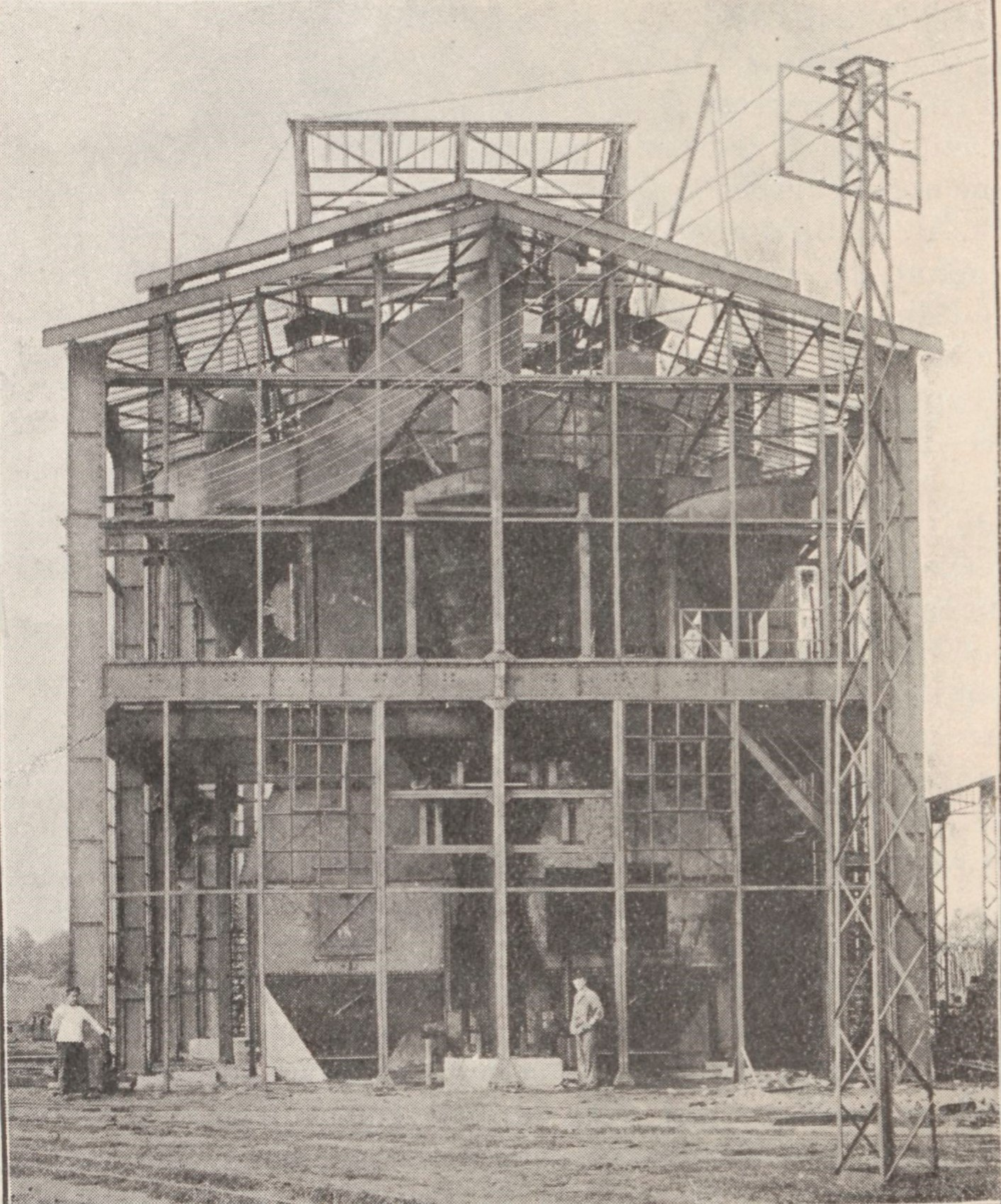
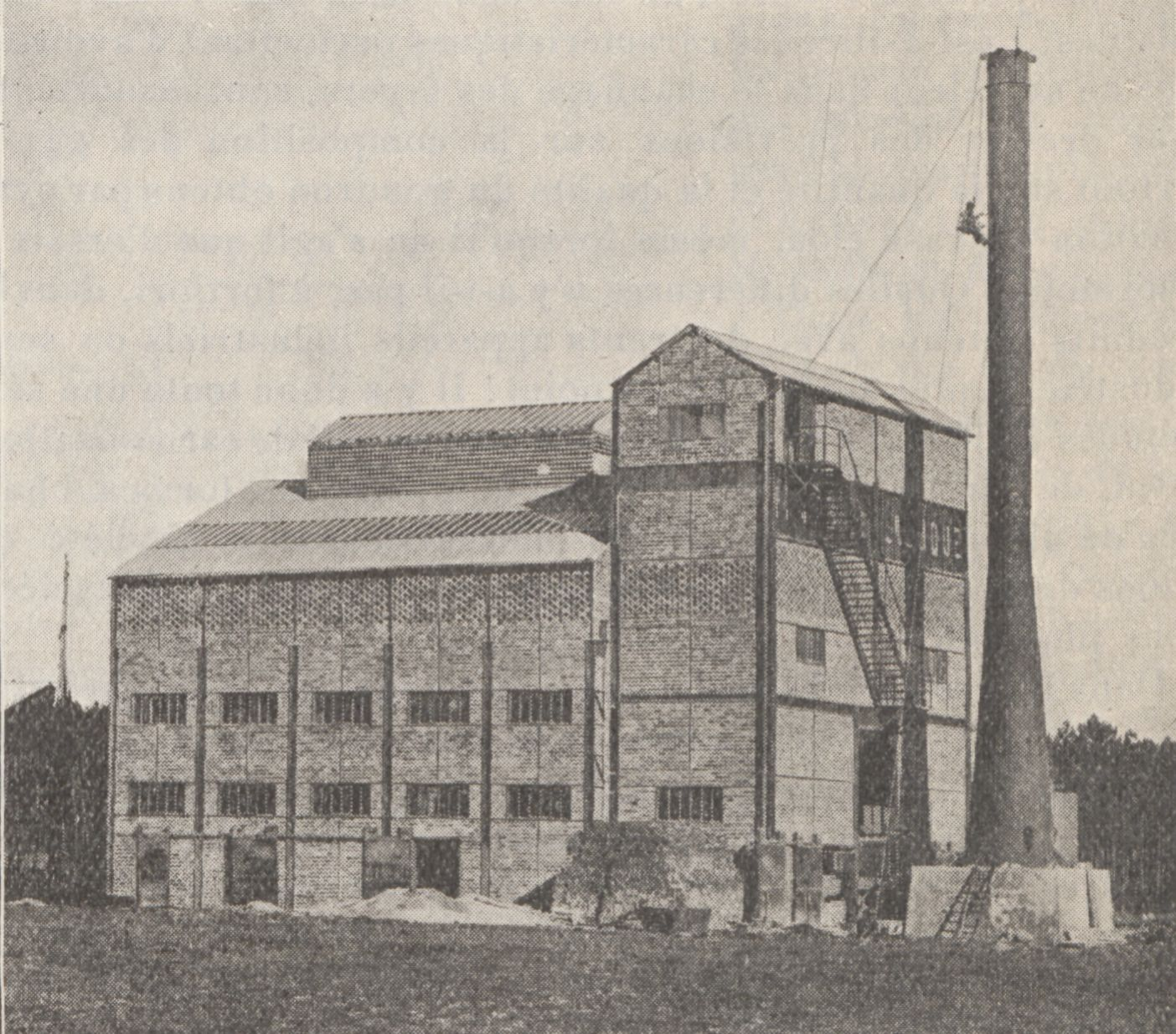
Fin des travaux.
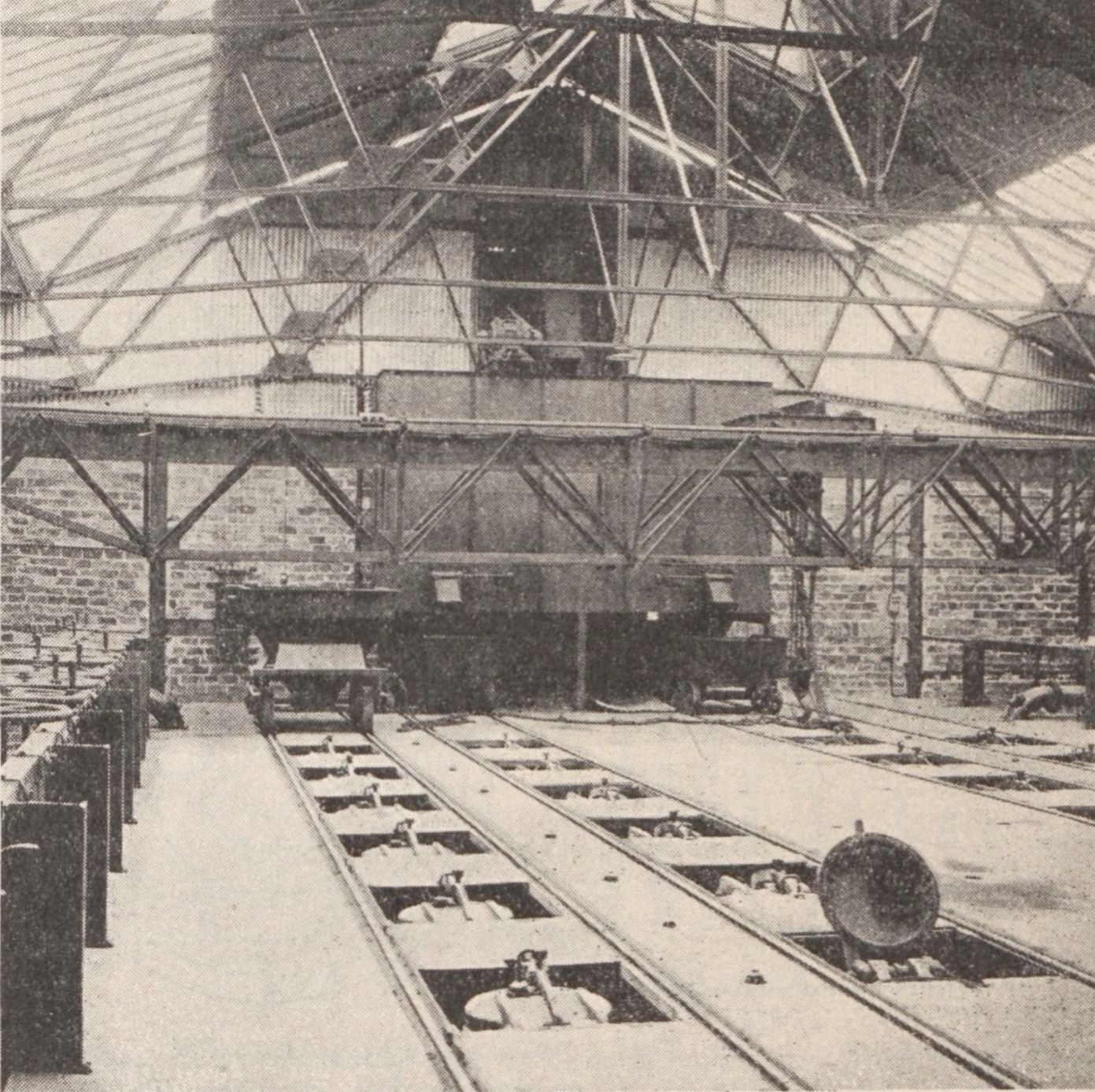
L'étage de chargement de la batterie cornues.

### Première guerre mondiale
Pendants la première guerre mondiale, 81 militaires Laluquois perdent la vie. Leurs noms sont inscrits sur le monument aux morts de la commune réalisé par l'architecte Albert Pomade en 1920. Il se compose d'un pilier commémoratif surmonté d'un colonne tronqué décorée d'un guirlande de feuilles en lauriers. Un autre monument aux morts est érigé dans l'église comportant un tableau réalisé par le peintre Gaston Gélibert,,. 

### Seconde guerre mondiale
Lors de l'occupation allemande, Laluque se retrouve en zone occupée. La Wehrmacht arrive en juin 1940 et installe à Taller au lieu dit des trois parcs, via la ligne ferroviaire Laluque-Saint-Girons, le deuxième plus grand dépôt de munitions et d'armes de la guerre en France, rassemblant de nombreuses pièces d'artillerie, de canons, fusils, et de grandes quantités de poudre destinés à la défense du Mur de l’Atlantique.

#### Le sabotage du train de munition en gare de Laluque le 27 juillet 1944
À la suite du débarquement des troupes alliées en Normandie et de la percée d'Avranches par les troupes du général Patton, l'état-major allemand réclama des armements et des munitions à destination de ses troupes basées à Rennes. Il est décidé de l'acheminement depuis la gare de Laluque vers Rennes d'un stock d'armement du dépôt de Taller. Le train de munition, long de 69 wagons est constitué entre le 24 et 27 juillet 1944, le départ pour Rennes est annoncé pour le 27 juillet à 21h,,.
Henri Ferrand instituteur de 24 ans, est classé inapte pour le STO en Allemagne grâce à un certificat médical de complaisance, mais est interdit d’exercer son métier d’instituteur. Il est requis par le service du travail pour travailler en France et est affecté au dépôt SNCF de Laluque comme auxiliaire dans l'équipe d'entretien de la voie ferrée. Résistant depuis octobre 1943 dans le réseau de Pontonx, il fait le relevé des installations de Taller et Laluque et transmet les plans au réseau de renseignement Dominique d'Alger, mais aucune action de destruction n'a été entreprise par les Allées. Il surveille les mouvements des trains lorsqu'arrivent des wagons de munitions en provenance du dépôt de Taller. Il en rend compte jour après jour à Robert Labeyrie le chef des résistants de Pontonx. Celui-ci calma difficilement l'impatience de ses troupes, sachant que le train devait comporter entre 80 et 100 wagons, Robert Labeyrie interdit tout sabotage tant que le train n'atteigne pas au moins 70 wagons. Les instructions furent respectés et Henri Ferrand l'informe qu'il assurera seul le sabotage,
Il se rend à la gare à 18h, les groupes de résistances de Pontonx et de Dax lui ont procuré deux pains de plastics et deux crayons détonateurs à retardement de deux heures, qu’il rangés dans une musette. Arrivé sur place Il se cache dans les toilettes pour armer ses deux bombes, puis il se rend sur la voie de garage où est stationné le train de munitions en déjouant la vigilance des quatre soldats patrouillant autour des rames du convoi, il parvint à placer un pain de plastic par le vasistas ouvert du deuxième wagon lequel transporte de la poudre puis la seconde bombe dans le septième wagon. Il parvint ensuite à s'enfuir en se mêlant au flot de voyageurs et repart chez lui à Pontonx,.
La première explosion intervient à 19h35, l'incendie se propage vite à l'ensemble du train, allumant la série d'explosions qui se termine à 1h du matin. Seuls douze wagons échappent au désastre et sont détachés par les hommes d’une locomotive qui venait de quitter le dépôt de Taller avec les treize derniers wagons destinés à compléter le train. Les dégâts sont considérables, cinq-cents mètres de voies sont inutilisables, quatre voies de garage arrachées, toutes les caténaires sont détruites et la gare et le hall des marchandises sont sévèrement endommagés. Il n'y eut aucune victime. Henri Ferrand retourne travailler à la gare durant la nuit afin de ne pas éveiller les soupçons de la police nazie,,.
Radio Londres annonça la destruction du train de munitions le 30 juillet. Ce sabotage a empêché l’artillerie allemande de Rennes de recevoir les munitions qu’elle attendait et permit ainsi au général Patton d’atteindre la ville le 4 août 1944. Ce dernier écrivit dans ses Cahiers de guerre que « La destruction du train de Laluque a provoqué avec le maximum d'opportunité l'asphyxie de l'artillerie allemande qui ne put s'opposer au franchissement de la Sélune par 100 000 hommes et 15 000 véhicules de l'armée américaine ». Churchill lui-même dira qu’il s’agissait là de « l’un des sabotages les plus spectaculaires de l’été 44 »,,.
En 2008, une plaque commémorative en relief en bronze est réalisé par le sculpteur Alain Huth. Inaugurée le 24 mai 2008 sur la place de l'église, l'œuvre commémore Henri Ferrand (1920-1992) résistant et instituteur, l'école de Laluque porte également son nom.
Pendant la guerre huit militaire Laluquois sont morts en 1940 et 1945 et un en 1957 lors de la guerre d'Algérie, leurs noms sont inscrits sur le monuments aux morts.

### Époque contemporaine
La ligne ferroviaire ferme aux voyageurs le 27 avril 1950 et puis définitivement le 1er septembre 1979 et sera déferrée en 1987, excepté les 4,8 km de Laluque-Midi à Laluque-Boos qui garderont une activité jusqu'en 1989.

## Politique et administration
| Période                                  | Période  | Identité             | Étiquette | Qualité                            |
| ---------------------------------------- | -------- | -------------------- | --------- | ---------------------------------- |
| mars 2001                                | 2014     | Jean-Marie Saubanère | PS        | Directeur d'établissement scolaire |
| mars 2014                                | En cours | Christophe Martinez  | PS        | Cadre SNCF                         |
| Les données manquantes sont à compléter. |          |                      |           |                                    |

## Démographie
L'évolution du nombre d'habitants est connue à travers les recensements de la population effectués dans la commune depuis 1793. Pour les communes de moins de 10 000 habitants, une enquête de recensement portant sur toute la population est réalisée tous les cinq ans, les populations de référence des années intermédiaires étant quant à elles estimées par interpolation ou extrapolation. Pour la commune, le premier recensement exhaustif entrant dans le cadre du nouveau dispositif a été réalisé en 2007.

En 2022, la commune comptait 1 086 habitants, en évolution de +7,1 % par rapport à 2016 (Landes : +5,78 %, France hors Mayotte : +2,11 %).
| 1793 | 1800 | 1806 | 1821 | 1831 | 1836 | 1841 | 1846 | 1851 |
| ---- | ---- | ---- | ---- | ---- | ---- | ---- | ---- | ---- |
| 600  | 332  | 560  | 595  | 636  | 687  | 698  | 754  | 737  |

| 1856 | 1861 | 1866 | 1872 | 1876 | 1881  | 1886 | 1891  | 1896 |
| ---- | ---- | ---- | ---- | ---- | ----- | ---- | ----- | ---- |
| 787  | 808  | 827  | 873  | 886  | 1 016 | 914  | 1 005 | 976  |

| 1901  | 1906 | 1911  | 1921  | 1926  | 1931 | 1936 | 1946 | 1954 |
| ----- | ---- | ----- | ----- | ----- | ---- | ---- | ---- | ---- |
| 1 042 | 958  | 1 004 | 1 075 | 1 053 | 937  | 866  | 782  | 775  |

| 1962 | 1968 | 1975 | 1982 | 1990 | 1999 | 2006 | 2007 | 2012 |
| ---- | ---- | ---- | ---- | ---- | ---- | ---- | ---- | ---- |
| 777  | 801  | 715  | 709  | 646  | 610  | 696  | 708  | 936  |

| 2017  | 2022  | - | - | - | - | - | - | - |
| ----- | ----- | - | - | - | - | - | - | - |
| 1 019 | 1 086 | - | - | - | - | - | - | - |

## Sport
Un club de football l'U.S.L (Union Sportive Laluquoise) depuis 1963, évoluant au niveau promotion deuxième division (anciennement promotion première division) dans le district des Landes.

## Lieux et monuments
Stade municipal du Prat-du-Curé qui accueille l'équipe locale U.S.Laluquoise.

### Édifices et sites
- Gare de Laluque.
- Église Saint-Jean-Baptiste de Laluque.
- Fontaine guérisseuse Saint Jean, située dans le parc du lavoir, édifié au XIXe siècle, son eau soigne les rhumatisme et les maladies de peau.

### Galerie de photos

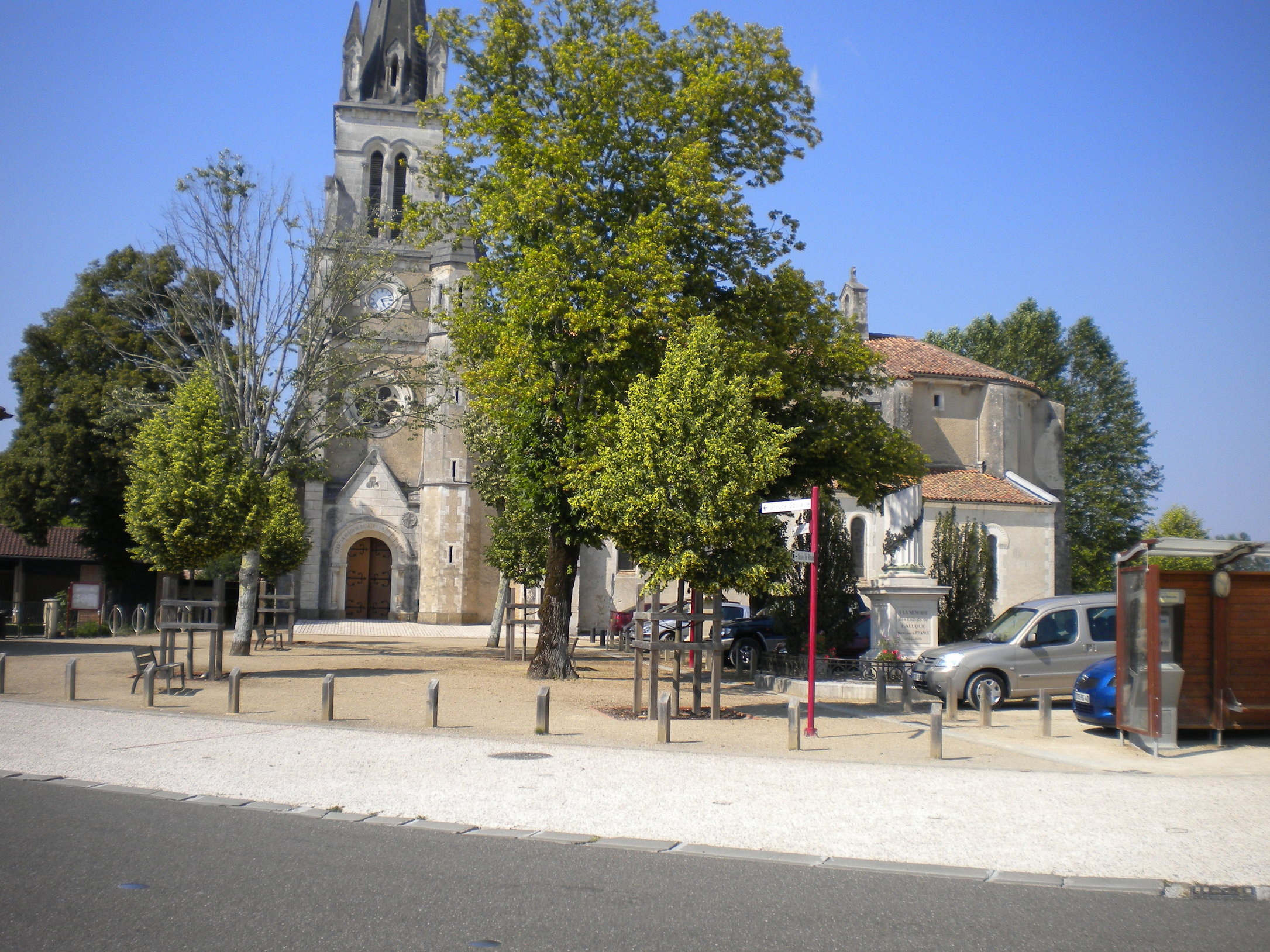
Église.
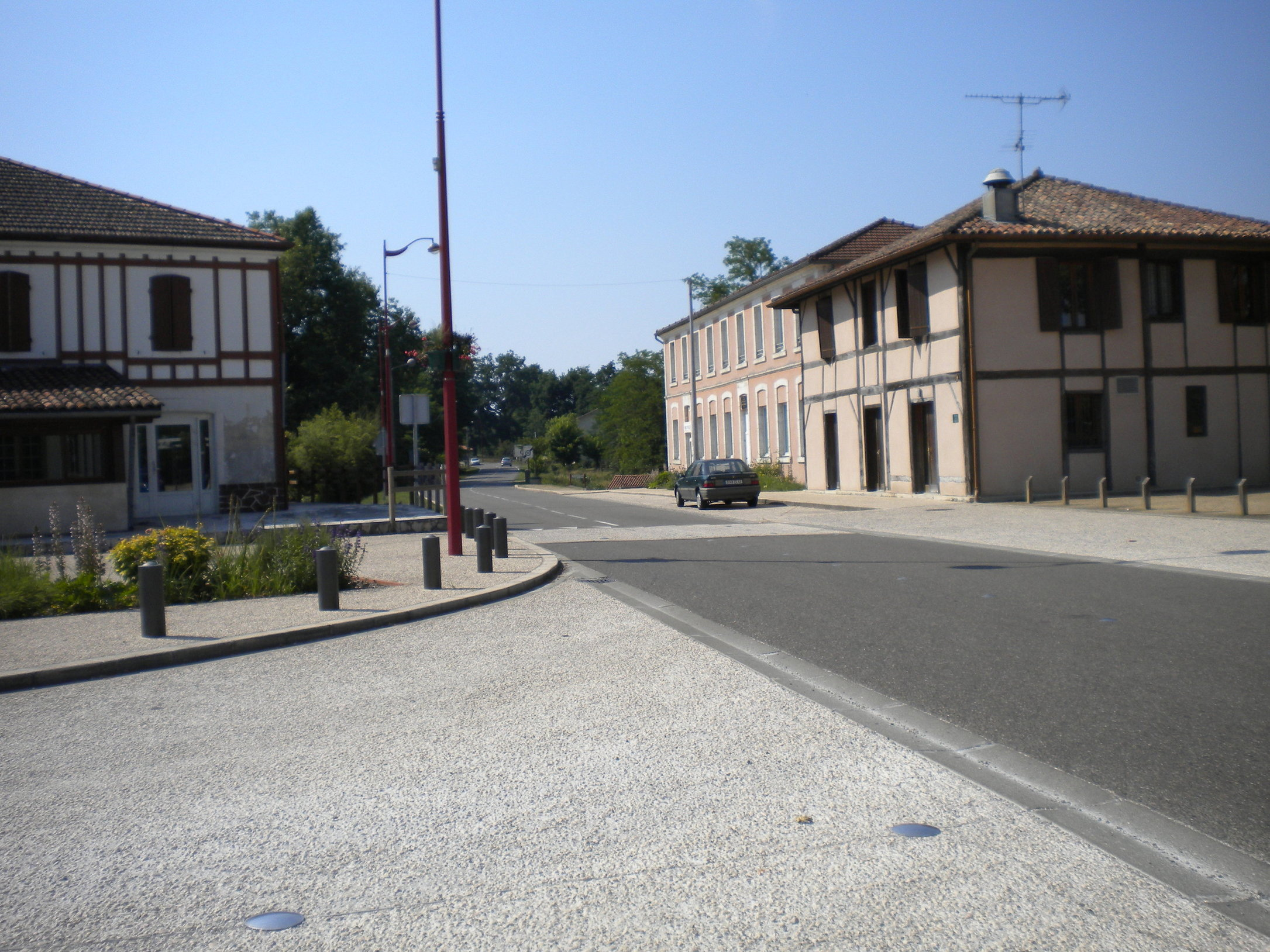
Centre.
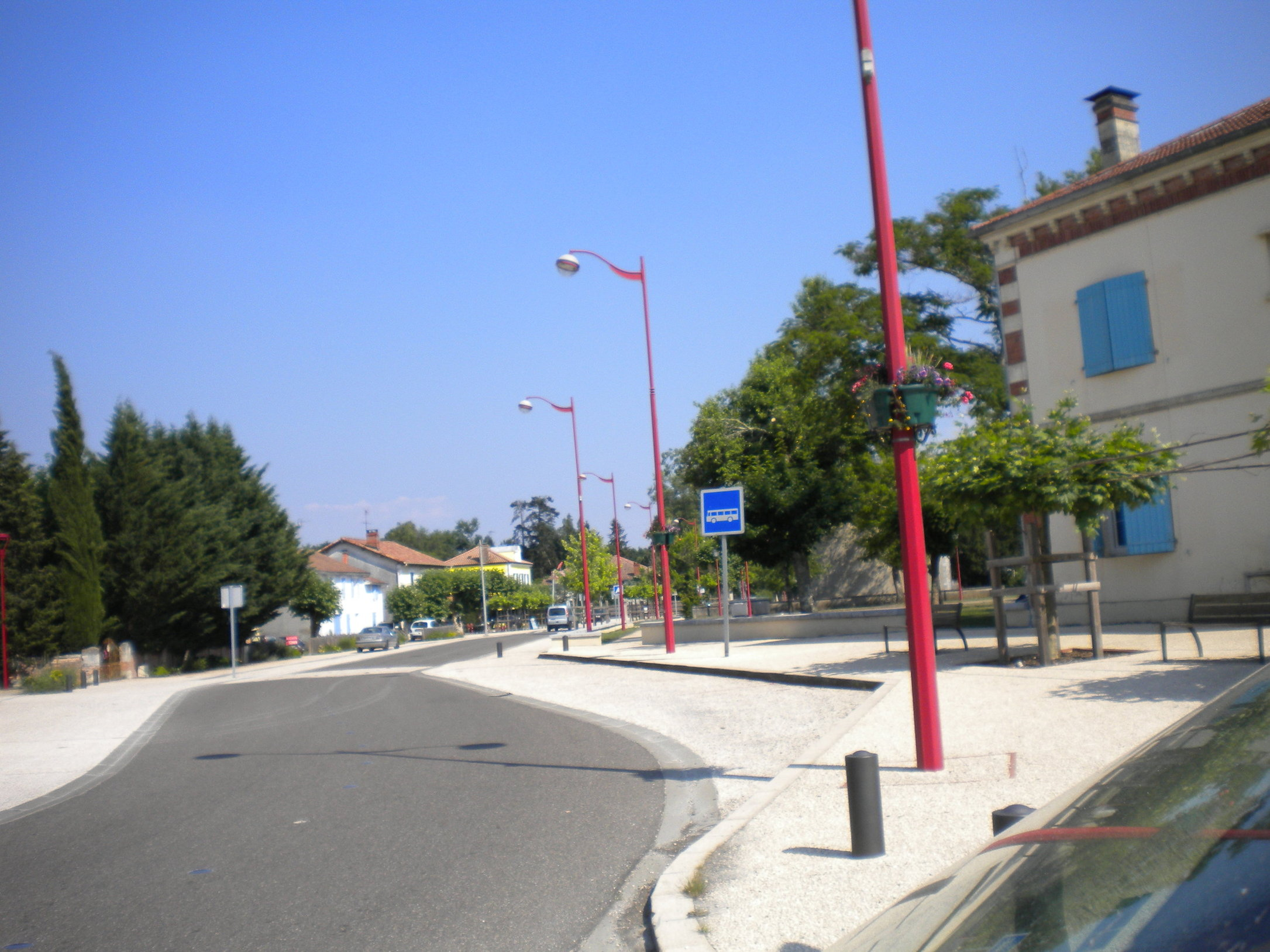
Centre.